# 인천 연수구의 국회의원

## 행정구역 변천
- 1995년 3월 1일 인천광역시 남구 옥련동·선학동·연수동·청학동·동춘동에 인천광역시 연수구 설치
- 2006년 3월 6일 신설매립지인 송도국제도시를 관할로 송도동 설치

## 인천 연수구의 역대 국회의원 일람
| 대수   | 이름           | 소속정당     | 임기                              | 선거구역                                                                                          |
| ------ | -------------- | ------------ | --------------------------------- | ------------------------------------------------------------------------------------------------- |
| 제15대 | 서한샘(徐-)    | 신한국당     | 1996년 5월 30일 ~ 2000년 5월 29일 | 연수구 일원                                                                                       |
| 제16대 | 황우여(黃祐呂) | 한나라당     | 2000년 5월 30일 ~ 2004년 5월 29일 | 연수구 일원                                                                                       |
| 제17대 | 황우여(黃祐呂) | 한나라당     | 2004년 5월 30일 ~ 2008년 5월 29일 | 연수구 일원                                                                                       |
| 제18대 | 황우여(黃祐呂) | 한나라당     | 2008년 5월 30일 ~ 2012년 5월 29일 | 연수구 일원                                                                                       |
| 제19대 | 황우여(黃祐呂) | 새누리당     | 2012년 5월 30일 ~ 2016년 5월 29일 | 연수구 일원                                                                                       |
| 제20대 | 박찬대(朴贊大) | 더불어민주당 | 2016년 5월 30일 ~ 2020년 5월 29일 | 연수구 갑: 옥련2동, 선학동, 연수1동, 연수2동, 연수3동, 청학동, 동춘3동                            |
| 제20대 | 민경욱(閔庚旭) | 새누리당     | 2016년 5월 30일 ~ 2020년 5월 29일 | 연수구 을: 옥련1동, 동춘1동, 동춘2동, 송도1동, 송도2동, 송도3동                                   |
| 제21대 | 박찬대(朴贊大) | 더불어민주당 | 2020년 5월 30일 ~ 2024년 5월 29일 | 연수구 갑: 옥련2동, 선학동, 연수1동, 연수2동, 연수3동, 청학동, 동춘3동                            |
| 제21대 | 정일영(鄭日永) | 더불어민주당 | 2020년 5월 30일 ~ 2024년 5월 29일 | 연수구 을: 옥련1동, 동춘1동, 동춘2동, 송도1동, 송도2동, 송도3동, 송도4동, 송도5동                 |
| 제22대 | 박찬대(朴贊大) | 더불어민주당 | 2024년 5월 30일 ~ 현재            | 연수구 갑: 옥련1동, 옥련2동, 선학동, 연수1동, 연수2동, 연수3동, 청학동, 동춘1동, 동춘2동, 동춘3동 |
| 제22대 | 정일영(鄭日永) | 더불어민주당 | 2024년 5월 30일 ~ 현재            | 연수구 을: 송도1동, 송도2동, 송도3동, 송도4동, 송도5동                                            |

- ※제22대 총선(2024. 4. 10.)
  - 연수구 갑 선거에서는 박찬대 더불어민주당 후보자가 당선, 3선을 하였다.[4][5]
  - 연수구 을 선거에서는 정일영 더불어민주당 후보자가 당선, 재선되었다.[6][7]

## 같이 보기
- 인천 미추홀구의 국회의원
- 인천 남동구의 국회의원
- 남구 을 (인천)
- 연수구 (선거구)
- 연수구 갑
- 연수구 을